# Campodea teresiae
Campodea teresiae är en urinsektsart som beskrevs av Otto Conde och Thomas 1957. Campodea teresiae ingår i släktet Campodea och familjen Campodeidae. Inga underarter finns listade.